# Місурата (муніципалітет)
27°02′ пн. ш. 14°26′ сх. д. / 27.033° пн. ш. 14.433° сх. д.
Місурата (араб مصراته‎) — муніципалітет в Лівії. Адміністративний центр — місто Місурата. Площа — 29 172 км². Населення — 550 938 осіб (2006).

## Географічне розташування
На північному сході Місурата омивається водами Середземного моря. Усередині країни межує з такими муніципалітетами: Сирт (схід), Ель-Джабал-ель-Ґарбі (південь, південний захід), Ель-Марґаб (захід, північний захід).